# 珠海市
珠海市(チューハイし/しゅかいし、中国語：珠海市、英語：Zhuhai、漢語拼音字母：Zhūhǎi)は、中華人民共和国広東省南部の地級市。マカオ特別行政区に隣接する経済特区である。住民は中国内陸各地から移住しているが統計資料によると湖南、湖北、四川の順で多い。大多数が移民人口。

## 地理
省都広州の南西146キロ、珠江デルタ西岸に位置する。南でマカオと接し、海岸線は690キロに及び、146の島を含む。市内は行政的に香洲区、金湾区、斗門区に区分される。マカオ区境の拱北近辺が一番の繁華街である。観光客も多い。香洲区南部には、現在は横琴粤澳深度合作区（横琴新区）であり、元々は海に浮かぶ2つの島であった横琴島がある。

## 気候
- 気候類型 - 副熱帯海洋性季節風気候
- 年間平均気温 - 22.4℃
- 月間最高平均気温 - 28.6℃
- 月間最低平均気温 - 14.5℃
- 過去最高気温 - 38.5℃(1980年7月10日)
- 過去最低気温 - 2.0℃(2016年1月24日)
- 年間降水量 - 2100 mm

| 珠海 (1991–2020)の気候                    | 珠海 (1991–2020)の気候 | 珠海 (1991–2020)の気候 | 珠海 (1991–2020)の気候 | 珠海 (1991–2020)の気候 | 珠海 (1991–2020)の気候 | 珠海 (1991–2020)の気候 | 珠海 (1991–2020)の気候 | 珠海 (1991–2020)の気候 | 珠海 (1991–2020)の気候 | 珠海 (1991–2020)の気候 | 珠海 (1991–2020)の気候 | 珠海 (1991–2020)の気候 | 珠海 (1991–2020)の気候 |
| 月                                        | 1月                    | 2月                    | 3月                    | 4月                    | 5月                    | 6月                    | 7月                    | 8月                    | 9月                    | 10月                   | 11月                   | 12月                   | 年                     |
| ----------------------------------------- | ---------------------- | ---------------------- | ---------------------- | ---------------------- | ---------------------- | ---------------------- | ---------------------- | ---------------------- | ---------------------- | ---------------------- | ---------------------- | ---------------------- | ---------------------- |
| 最高気温記録 °C （°F）                    | 27.8 (82)              | 28.8 (83.8)            | 30.5 (86.9)            | 33.2 (91.8)            | 35.3 (95.5)            | 36.8 (98.2)            | 38.7 (101.7)           | 37.3 (99.1)            | 36.3 (97.3)            | 34.8 (94.6)            | 32.9 (91.2)            | 29.1 (84.4)            | 38.7 (101.7)           |
| 平均最高気温 °C （°F）                    | 18.7 (65.7)            | 19.5 (67.1)            | 22 (72)                | 25.7 (78.3)            | 29.2 (84.6)            | 31.2 (88.2)            | 32.1 (89.8)            | 31.9 (89.4)            | 30.9 (87.6)            | 28.5 (83.3)            | 24.7 (76.5)            | 20.4 (68.7)            | 26.23 (79.27)          |
| 日平均気温 °C （°F）                      | 15.3 (59.5)            | 16.3 (61.3)            | 18.9 (66)              | 22.6 (72.7)            | 26.1 (79)              | 28.1 (82.6)            | 28.8 (83.8)            | 28.5 (83.3)            | 27.7 (81.9)            | 25.4 (77.7)            | 21.5 (70.7)            | 17.1 (62.8)            | 23.03 (73.44)          |
| 平均最低気温 °C （°F）                    | 12.9 (55.2)            | 14.2 (57.6)            | 16.9 (62.4)            | 20.6 (69.1)            | 24 (75)                | 25.8 (78.4)            | 26.3 (79.3)            | 26.1 (79)              | 25.3 (77.5)            | 23 (73)                | 19 (66)                | 14.5 (58.1)            | 20.72 (69.22)          |
| 最低気温記録 °C （°F）                    | 1.6 (34.9)             | 3.0 (37.4)             | 2.7 (36.9)             | 9.4 (48.9)             | 14.8 (58.6)            | 18.6 (65.5)            | 20.9 (69.6)            | 20.9 (69.6)            | 17.4 (63.3)            | 10.5 (50.9)            | 5.2 (41.4)             | 2.2 (36)               | 1.6 (34.9)             |
| 降水量 mm （inch）                        | 36.9 (1.453)           | 42.9 (1.689)           | 75.2 (2.961)           | 175.5 (6.909)          | 306.3 (12.059)         | 416.5 (16.398)         | 317.4 (12.496)         | 349.2 (13.748)         | 233 (9.17)             | 70.4 (2.772)           | 41.9 (1.65)            | 32.5 (1.28)            | 2,097.7 (82.585)       |
| % 湿度                                    | 73                     | 80                     | 84                     | 86                     | 85                     | 85                     | 83                     | 83                     | 79                     | 72                     | 72                     | 68                     | 79.2                   |
| 出典：China Meteorological Administration |                        |                        |                        |                        |                        |                        |                        |                        |                        |                        |                        |                        |                        |

## 歴史
考古学調査により磨製石器や彩文土器を使用した新石器文化が4千年から5千年前に珠海に存在していたことが判明しており、鳳凰山脈周辺や珠江周辺を中心に遺跡が分布している。
戦国時代は百越の居住地であり、中原支配に組み込まれたのは前214の秦により嶺南地区に南海郡が設置されたことに始まる。しかし秦の滅亡と同時に嶺南地区は再び中原支配を離れ南越国の勢力下に置かれるようになった。
武帝により南越国が滅亡した後、前漢は前111年（元鼎6年）に番禺県設置し、後漢が滅亡すると呉による支配が行われた。その後は東晋時代は東官郡、南北朝時代には東莞県、隋代には宝安県の管轄とされた。
唐代になると757年（至徳2年）、東莞県は宝安県に改称され、珠海地区には初めて香山鎮が設置された（北宋期に香山寨と改称）。宋代の1152年（紹興22年）、それまで東莞県に属していた香山寨を分割し、南海・新会・番禺三県の海岸地区と統合し香山県が設置され広州府に属すようになり、清末まで継続した。
1911年辛亥革命により中華民国が成立する。1925年、孫文を顕彰し香山県は中山県と改称された。中華人民共和国成立後も1953年珠海県と改称されたが基本的な行政区分は継承されていた。その後は商工業の発展に伴い人口が増大、1979年3月5日一挙に地級市（地区クラスの市）に昇格した。1981年に深圳、汕頭、廈門市とともに経済特区に指定され、以後多額の外国投資を集めて目覚しく発展した。マカオと隣接していることから、マカオ資本主体で開発が行われてきた。
1988年4月5日には国務院が珠海経済特区の面積が12.1万平方メートル似拡大。1992年7月、横琴経済開発、12月には珠海高新区、1993年4月には珠海港管理区が設立された。1998年、万山管理区が万山海洋開発試験区に昇格。1999年7月、珠海港管理区が解消され、高欄港区（珠海臨港工業区）管理委員会が設立。2001年4月に金湾区、12月に斗門区が設立。2009年11月、副庁級の珠海横琴新区管理委委員会と横琴新区が珠海経済特区に編入され、2010年10月1日には珠海経済特区の範囲が珠海市全市に拡大された。2011年3月6日、広東省人民政府とマカオ特别行政区政府が「粤澳協力協議書（粤澳合作框架协议）」に署名。2021年9月17日、橫琴粵澳深度合作区管理機構が発足、従来の「珠海横琴新区」管理委員会の権利と義務が継承された。
2024年11月11日夜、市内の運動施設（珠海市スポーツセンター）にて、62歳の男がSUVを暴走させ大勢の人を次々とはねる事件が発生。警察当局の発表によると、35人が死亡し、43人が怪我をした（珠海市スポーツセンター自動車暴走事件）。

## 行政
市人民政府は香洲区に所在し、現任市長は姚奕生である。中国本土から特別経済区である珠海への入境は厳しく規制されていたが2007年現在においては、この第二国境は事実上廃止されている状況である。
3市轄区を管轄する。
- 市轄区：
  - 香洲区・斗門区・金湾区
  - 橫琴粵澳深度合作区（香洲区内に存在するが、行政的には実質は区が独立して管理している）

| 珠海市の地図                            |
| --------------------------------------- |
| 香洲区 斗門区 金湾区 橫琴粵澳深度合作区 |

### 年表
この節の出典
- 1979年3月5日 - 広東省中山地区珠海県が地級市の珠海市に昇格。(1市)
- 1983年12月22日 - 中山地区斗門県を編入。(1市1県)
- 1984年7月 - 香洲区を設置。(1区1県)
- 2001年4月4日 (3区)
  - 斗門県の一部が分立し、斗門区が発足。
  - 香洲区の一部・斗門県の残部が合併し、金湾区が発足。
- 2001年11月26日 - 香洲区の一部(関閘聯検大楼建設予定地)がマカオ特別行政区に編入。(3区)
- 2021年7月 - 橫琴粵澳深度合作区を設置。

## 経済
当市と同じく経済特区に指定された深圳市と比較すると、人口規模は10分の1程度であるため商業・不動産業の発達は限定的であり、工場が密集する東莞市と比較すると工業化も限定的であり、広州市のような行政機能も存在していないなど、周辺の大都市と比較すると地方都市としての雰囲気を残す都市となっている。それでも最新の設備を揃えたキヤノン（中国では佳能と書く）のデジタルカメラ工場が立地し、一方で大規模チェーンスーパーマーケット、『万佳』がある。
かつてアロー戦争で破壊された北京の円明園を再現した「円明新園」というテーマパークが1999年に完成。清を題材とした映画などの収録に使われている。珠海金湾空港では、隔年11月に航空博覧会「珠海航展」が開かれている。

### 所得水準
また、比較的豊かなカジノ街のマカオと隣接している影響で1人当たりのGDPは6万7591元（1万米ドル）で、中国では高所得である。1人当たりGDPを2015年までには人口規模12万人で12万元にし、2020年までに人口規模28万人で20万元（3万米ドル）にする事を目指している。つまり珠海市は先進国並みの水準になることを目指している。

## 観光
- 円明新園
- 珠海漁女の像
- 蓮花路
- 珠海国際サーキット
- 珠海大劇院
- 珠海長隆海洋王国

## 教育
- 北京師範大学珠海分校
- 中山大学珠海学区
- 曁南大学珠海学区
- 吉林大学珠海学院
- 北京理工大学珠海学院

## 交通

### 航空
- 珠海金湾空港 : 金湾区に所在する空港
- 九洲空港 : 軽飛行機、ヘリコプター

### 鉄道
- 中国鉄路総公司
  - 広珠都市間鉄道：珠海駅と広州南駅を結んでいる。
  - 珠機都市間鉄道：珠海駅と珠海金湾空港を結んでいる。途中、横琴駅で横琴口岸を経由しマカオLRTが接続する。
- 路面電車
  - 珠海有軌電車1号線が2017年6月13日に開業したが、2021年に運休となり、2024年に正式に廃止となった[8]。

### 道路
- 高速道路
  - 広澳高速道路
  - 珠三角地区環状高速道路
  - 西部沿海高速道路
  - 広仏江珠高速道路
  - 珠海空港高速道路
  - 高欄港高速道路
  - 広澳高速道路珠海支線
- 国道
  - G105国道

### 港湾
- 九洲港 : 香港・深圳蛇口とのフェリー便

### 国境
- 拱北口岸 : マカオとの陸路区境。香洲区中部に位置し、マカオ北端部（マカオ半島のかつての陸繋島のトンボロ付近）に面する。
- 横琴口岸 : マカオとの陸路区境。横琴粤澳深度合作区南部の横琴島東岸に位置し、マカオ南部のコロアネ島とタイパ島をつなぐ埋立地、コタイ西部に面する。横琴駅で横琴口岸を挟んで珠機都市間鉄道とマカオLRTが接続している。

## 姉妹都市
| 都市                 | 国             | 締結年 |
| -------------------- | -------------- | ------ |
| サレー               | カナダ         | 1987年 |
| レッドウッドシティ   | アメリカ合衆国 | 1993年 |
| カステロ・ブランコ   | ポルトガル     | 1994年 |
| 熱海市               | 日本           | 2004年 |
| 水原市               | 韓国           | 2006年 |
| ヴィトーリア         | ブラジル       | 2010年 |
| イェヴレ             | スウェーデン   | 2010年 |
| ブラウンシュヴァイク | ドイツ         | 2011年 |